# Općina Oslomej
Općina Oslomej (makedonski: Општина Осломеј) je bivša općina Makedonije koja se prostirala na zapadu Makedonije.  
Upravno sjedište ove općine je selo Oslomej.

## Zemljopisne osobine
Općina Oslomej prostire se najvećim dijelom na višim dijelovima Kičevske kotline. 
Općina Oslomej graniči s Općinom Gostivar na sjeveru, s općinom Općinom Makedonski Brod na istoku, s Općinom Vraneštica na jugu, s općinom Općinom Kičevo na jugozapadu, te s općinom Općinom Zajas na zapadu.
Ukupna površina Općine Oslomej je 121,09 km².

## Stanovništvo
Općina Oslomej  ima   10 420 stanovnika. Po popisu stanovnika iz 2002. nacionalni sastav stanovnika u općini bio je sljedeći;

## Naselja u Općini Oslomej
Ukupni broj naselja u općini je 17, i svih 17 su sela.

## Pogledajte i ovo
- Sjeverna Makedonija
- Općine Sjeverne Makedonije

## Vanjske poveznice
- Općina Oslomej na stranicama Discover Macedonia